# 기후현 미술관

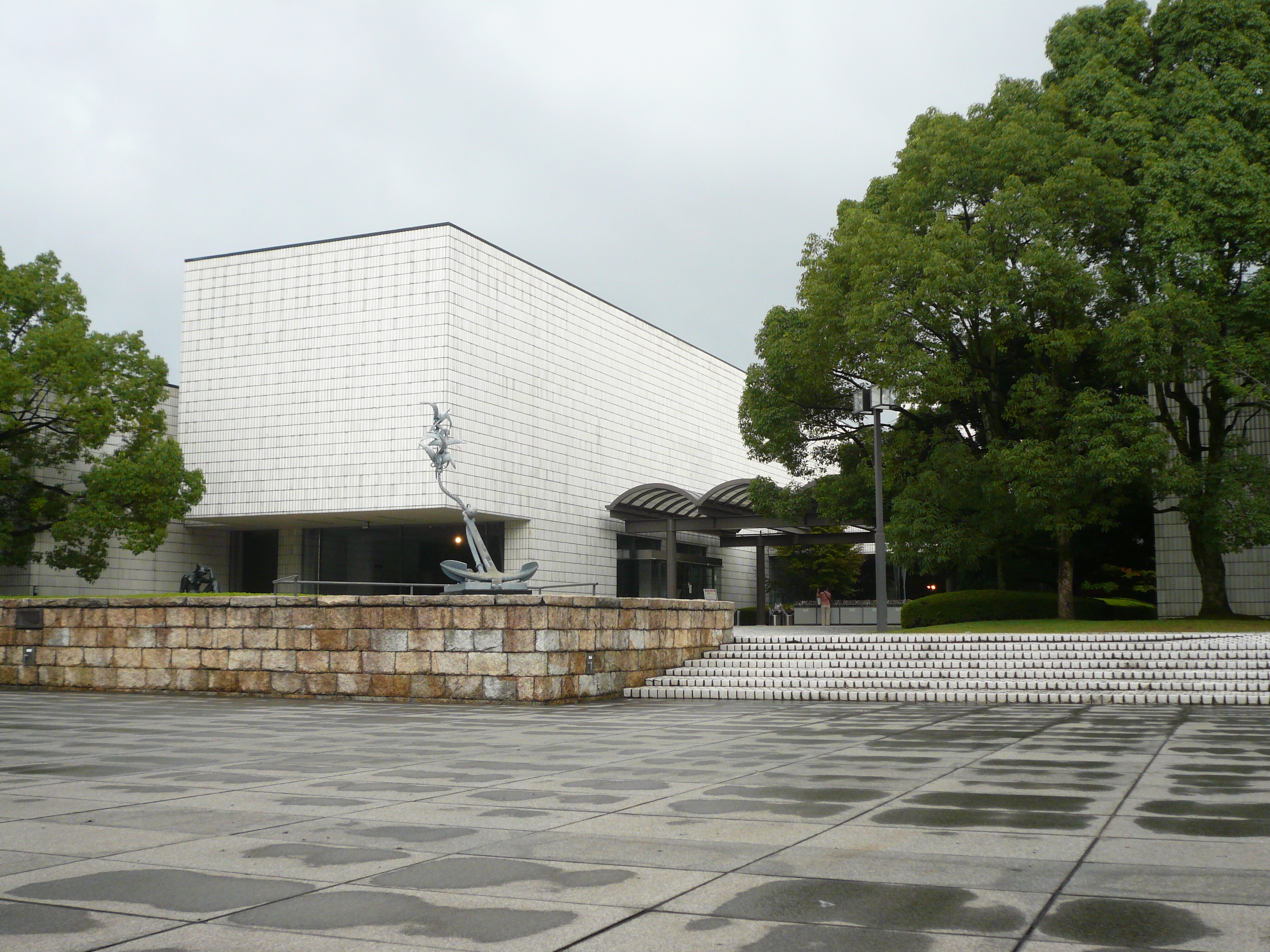
기후 현 미술관

기후 현 미술관(일본어: 岐阜県美術館 기후켄비쥬쓰칸[*])는 기후현 기후시에 위치한 공립 미술관이다. 1982년 11월 개관하였다.